# Фальконе, Лукантонио
Святой Луканто́нио Фалько́не (итал. Lucantonio Falcone), также известный как А́нгел из Акри или А́нджело д’Акри (итал. Angelo d’Acri, 19 октября 1669 или 16 октября 1669, Акри, Калабрия — 30 октября 1739[…], Акри, Калабрия) — итальянский католический священник-капуцин из Козенцы.

## Биография
Родился в Козенце 19 октября 1669 года в бедной семье Франческо Фальконе и Дианы Энрико. Его дядя был священником. Фальконе чувствовал призыв к монашеской жизни, хотя поначалу был не уверен в своём выборе и дважды покидал орден капуцинов (в 1687 и 1689 годах); в третий и последний раз поступил в новициат в ноябре 1690 года. В декабре 1694 года рукоположен в сан диакона, в апреле 1700 года — в сан священника.
В 1711 году кардинал-архиепископ Неаполя Франческо Пиньятелли прослышал о Фальконе и пригласил его проповедовать в Неаполе и прилегающих районах. Несмотря на первоначальное сложности, стал известным и востребованным проповедником. Существуют свидетельства об экстазах монаха во время месс, видениях, пророчествах и способности к билокации; он мог заглядывать в человеческие души на исповеди. Проповедовал в южных итальянских городах: Салерно, Неаполе, Монтекассино и почти во всех городах и посёлках Калабрии, таких как Козенца, Катандзаро, Таранто, Реджо-ди-Калабрия и Мессина. Его прозвали «Ангелом мира» и «Апостолом юга». В 1724 году начал строительство монастыря Капуцинелле, который открылся в июне 1726 года.
Умер 30 октября 1739 года в монастыре в Козенце; за шесть месяцев до этого он почти ослеп, но всё ещё служил мессы. В 1890-х годах его останки были перенесены в базилику дель Беато Анджело д’Акри — церковь, построенную в его честь.

## Прославление
Беатифицирован папой Львом XII 18 декабря 1825 года после того, как был назван слугой Божьим при папе Пии VI (22 мая 1778 года) и досточтимым при папе Пии VII (17 июня 1821 года). Папа Франциск одобрил его канонизацию на совете кардиналов в апреле 2017 года; канонизирован прошла на площади Святого Петра 15 октября 2017 года.
Покровитель Акри и миссионеров.
День памяти — 30 октября.